# Lisbeth Holand
Lisbeth Holand, född den 20 januari 1946 i Vikna, Norge, är en norsk politiker för Socialistpartiet. Hon blev invald till Stortinget för Nordland 1989 och omvaldes vid ett tillfälle. Hon har också varit engagerad i lokalpolitik i Brønnøy kommun och varit ledare för Norges Nei til EU-rörelse. 1968-1970 var hon medlem i den nationella styrelsen för Norges Unge Venstre.

## Stortingskommittéer
- 1993 – 1997 medlem i Den förberedende fullmaktskommittén
- 1993 – 1997 ordförande i Justitiekommittén
- 1993 – 1997 medlem i Valkommittén
- 1989 – 1993 medlem i Kontrollkommittén
- 1989 – 1993 medlem i Justitiekommittén

## Vid sidan om politiken
Vid sidan om politiken har hon, sedan år 2000, arbetat som lektor vid Nesna University College.